# Pectis
Genre
Pectis est un genre de plantes à fleurs de la famille des Asteraceae (Composées).

## Liste d'espèces
Selon ITIS :
- Pectis angustifolia Torr.
- Pectis carthusianorum Less.
- Pectis ciliaris L.
- Pectis coulteri Harvey & Gray
- Pectis cylindrica (Fern.) Rydb.
- Pectis elongata Kunth
- Pectis filipes Harvey & Gray
- Pectis × floridana Keil
- Pectis glaucescens (Cass.) Keil
- Pectis humifusa Sw.
- Pectis imberbis Gray
- Pectis linearifolia Urban
- Pectis linearis Llave
- Pectis linifolia L.
- Pectis longipes Gray
- Pectis papposa Harvey & Gray
- Pectis prostrata Cav.
- Pectis rusbyi Greene ex Gray
- Pectis tenuicaulis Urban